# Gulnara Samitova-Galkina
Gulnara Iskanderovna Samitova-Galkina (rusko Гульнара Искандеровна Самитова-Галкина), ruska atletinja, * 9. julij 1978, Naberežnije Čelni, Sovjetska zveza.
Nastopila je na poletnih olimpijskih igrah v letih 2004, 2008 in 2012, leta 2008 je osvojila naslov olimpijske prvakinje v teku na 3000 m z zaprekami, leta 2004 pa šesto mesto v teku na 5000 m. Na svetovnih dvoranskih prvenstvih je v teku na 1500 m osvojila bronasto medaljo leta 2004. V letih 2003, 2004 in 2008 je trikrat zapored postavila svetovni rekord v teku na 3000 m z zaprekami, ki ga je držala do leta 2016.